# Cubitalia baal
Cubitalia baal là một loài Hymenoptera trong họ Apidae. Loài này được Engel mô tả khoa học năm 2006.